# Rudolph Berghs Hospital
Vestre Hospital senere Rudolph Berghs Hospital var et sygehus i Tietgensgade 31 på Vesterbro i København oprettet 1886. I 1910 blev det opkaldt efter lægen Rudolph Bergh, som havde taget initiativ til oprettelsen af Vestre Hospital, til gratis behandling af prostituerede med kønssygdomme, det var fra begyndelsen et af de førende af denne art i Europa. I 1906 blev den politimæssige regulering af prostitution ophævet ved lov og hospitalet modtog derefter både mænd og kvinder. Hospitalet var i lang tid Københavns eneste sengeafdeling for hud- og kønssygdomme, her behandledes også brandsår i perioden 1939-1958. I 1966 blev der oprettet et genoptræningsafsnit for medicinske patienter, som hørte under Kommunehospitalets fysiurgiske afdeling.
Da Hvidovre Hospital blev åbnet i 1974, blev store dele af Rudolph Berghs Hospitals virksomhed nedlagt og patienterne overflyttet til det nye hospital. Balders Hospital blev nedlagt 1981, men indtil 2000 rummede det tidligere hospital et ambulatorium for kønssygdomme og for stofmisbrugere. Lokalerne anvendes nu til bl.a. kommunale kontorer.

## Bygningen
Hospitalet blev bygget på en grund ud til Tømmergraven, der på opførelsestidspunktet 1880-1882 var et af bassinerne i Københavns Havn. Bygningen er tegnet af arkitekten Vilhelm Valdemar Petersen i gule mursten i en italiensk renæssancepræget senklassicisme.
Hovedbygningen i tre etager bestod af høje og store stuer til patienter som var offentlige fruentimmere i højre halvdel og til de såkaldt hemmelige prostituerede, de ikke offentligt godkendte, i venstre halvdel. Derudover fandtes der diverse forsamlingsrum, bad- og toiletrum, køkkener, boliger til det kvindelige personale samt arrestlokaler til voldsomme patienter.
På begge sider af indgangsporten opførtes to mindre bygninger. Til venstre var der en bygning indrettet lejligheder til reservelægen og lægekandidaten samt kontorer til politiet og til højre en økonomibygning til køkken, vaskeri og tørrestue.
Foran bygningen står Rudolph Berghs buste, af P.S. Krøyer (1894). Busten var en 70-årsgave fra kolleger og stod i en årrække i hans hjem. Efter hans død 1909 skænkede Berghs enke den til Vestre Hospital.